# درجة حرارة نييل
درجة حرارة نييل أو نقطة نييل في المغناطيسية (بالإنجليزية: Néel temperature) هي درجة الحرارة التي فوقها تتحول مادة مغناطيسية حديدية مضادة إلى حالة مغناطيسية مسايرة. أي أن عند درجة الحرارة العالية تصبح الطاقة الحرارية في العينة شديدة بحيث تفكك الترتيب المغناطيسي للحبيبات فيها . وتسمي تلك الدرجة درجة حرارة نييل ويرمز لها بالرمز TN.
وتماثل درجة حرارة نييل درجة حرارة كوري TC الخاصة بالمواد ذات مغناطيسية حديدية . وتسمى نقطة نييل نسبة غلى مكتشفها الفيزيائي الفرنسي لويس نييل (1904 - 2000) ، والذي حاز على جائزة نوبل للفيزياء عام 1970 تقديرا لغنجازاته في الفيزياء وبصفة خاصة المغناطيسية.

## صفاتها
فوق درجة حرارة نييل تبلغ الطاقة الحرارية في العينة قدرا يتفكك عنده ترتيب الاتجاهات المغناطيسية الحديدية المضادة وتصبح المادة مغناطيسية مسايرة.
عندما تكون درجة الحرارة أعلى من {\displaystyle T_{\text{N}}}
تتتبع العلاقة بين القابلية المغناطيسية {\displaystyle \chi } للمادة ودرجة الحرارة {\displaystyle T} المعادلة الآتية:
{\displaystyle \chi ={\frac {C}{T+\Theta }}}
حيث :
{\displaystyle C} و{\displaystyle \Theta } من خواص المادة.
وتقل القابلية المغناطيسية للمادة تحت درجة حرارة نييل ، أي تصل عند {\displaystyle T_{\text{N}}} حدها الأقصى.

## قائمة نقطة نييل لبعض المواد
في القائمة التالية نبين درجة حرارة نييل لبعض المواد : 
| المادة | درجة حرارة نييل (كلفن) |
| ------ | ---------------------- |
| MnO    | 116                    |
| MnS    | 160                    |
| MnTe   | 307                    |
| MnF2   | 67                     |
| FeF2   | 79                     |
| FeCl2  | 24                     |
| FeO    | 298                    |
| CoCl2  | 25                     |
| CoO    | 291                    |
| NiCl2  | 50                     |
| NiO    | 525                    |
| Cr     | 308                    |

- نستنتج أن أكسيد الحديد FeO يكون في حالة مغناطيسية حديدية مضادة تحت درجة نييل (298 درجة [[كلفن) وفوق تلك النقطة يصبح ذو مغناطيسية مسايرة. مع العلم بأن فلز الحديد نفسه مادة مغناطيسية حديدية.

وينطبق نفس الكلام على أكسيد النيكل NiO وأكسيد الكوبلت CoO مع اختلاف نقطتي نييل لهما .

## اقرأ أيضا
- قانون كوري
- ثابت كوري
- درجة حرارة كوري
- الاستبقائيّة
- مغناطيسية حديدية
- مغناطيسية مسايرة
- مغناطيسية معاكسة
- قابلية مغناطيسية